# Agustín de Saajosa Carreño
Agustín de Saajosa Carreño (1731-1803) fue un filósofo y jesuita español.

## Biografía
Nació en Caravaca (España), e ingresó a la Compañía de Jesús en 1749. 
Arribó a Chile en 1755, probablemente con una expedición de los Procuradores, y fue ordenado Sacerdote en Santiago en 1758. Desempeñó varios roles importantes en la Compañía. Realizó una pasantía en el Convictorio San Francisco Javier y fue profesor en Bucalemu. Además, fue ministro en el noviciado y profesor de filosofía en la Universidad Pontificia Colegio Máximo de San Miguel durante 1764. 
Producto de la expulsión de los jesuitas de la Monarquía Hispánica de 1767, se vio en la obligación de retirarse del país junto a sus correligionarios. Fue conducido a Perú a bordo de "El Valdiviano" y de allí a Europa en "El Rosario". Se asentó momentáneamente en Bolonia (Italia), y más tarde regresó a España. Allí se estableció en Moratalla, donde murió en el mes de diciembre de 1803.

## Obras
Producto de su labor docente en la institución jesuita santiaguina, se conserva en el Archivo Histórico de La Merced (AHME) un volumen, preparado por el copista José María Ortega (probablemente no jesuita), que contiene dos obras que exponen y comentan las doctrinas del Estagirita: la Physica Aristotelica curiosis recentiorum inventis conferta y las Disputationes Metaphysicae ad mentem Aristotelis dispositae. Forma parte del acotado grupo de obras filosóficas manuscritas de jesuitas con autor reconocible que han sobrevivido hasta la edad contemporánea.
La primera obra, Physica Aristotelica, incluye un preludio introductorio y seis disputaciones: 
- Praeambule notitiae ad physicam Aristotelis Disputatio (Preludio y Notas sobre la Disputa de la Física de Aristóteles);
- Disputatio 1ª De principiis corporiis naturalis (Sobre los principios de los cuerpos naturales);
- Disputatio 2ª De materia prima (Sobre la materia prima);
- Disputatio 3ª De proprietatibus materiae primae (Sobre las propiedades de la materia prima);
- Disputatio 4ª De forma substantiali (Sobre la forma substancial);
- Disputatio 5ª De unione physica substantiali inter materiam et formam substantialem (Sobre la unión física substancial entre la materia y la forma sustancial);
- Disputatio 6ª De toto substantiali physico (Sobre el Todo físico substancial).

La segunda obra, Disputationes Metaphysicae, se estructura en cuatro disputaciones: 
- Disputatio I [sin título];
- Disputatio II De transcendentia et univocatione entis (Sobre la trascendencia y la univocidad del ente);
- Disputatio III De distinctione ex natura rei et virtuali maxima inter praedicata realiter identificata (Sobre la distinción ex natura rei y virtual entre los predicados realmente identificados);
- Disputatio IV De libertate (Sobre la libertad).

Se le ha reconocido a esta obra el mérito de intentar coordinar el sistema de pensamiento aristotélico con las preocupaciones filosóficas de la época, no siendo una obra meramente doxográfica.